# La Détermination d'Okayo
Pour plus de détails, voir Fiche technique et Distribution.
La Détermination d'Okayo (お加代の覚悟, Okayo no kakugo) est un film japonais de Yasujirō Shimazu sorti en 1939.

## Synopsis
Okayo est une jeune fille douce et timide, elle est l'assistante et l'élève d'Osumi, professeur de danse dont le mari est soldat sur le front. Lorsque Keizo, le frère d'Osumi, rend visite à l'école de danse accompagné de Shunsaku, un ami photographe, Okayo tombe sous le charme du jeune homme. Mais les rêves d'Okayo volent en éclats le jour où elle surprend une conversation entre Osumi et la mère de Shunsaku venue prendre des renseignements sur une autre élève de l'école de danse, issue de bonne famille, pour le mariage de son fils. Le jour du mariage, Oyako restée seule exprime son désespoir en une longue danse traditionnelle.

## Fiche technique
- Titre français : La Détermination d'Okayo
- Titre original : お加代の覚悟 (Okayo no kakugo?)
- Titre anglais : Okayo's Preparedness
- Réalisation : Yasujirō Shimazu
- Scénario : Yasujirō Shimazu
- Photographie : Toshio Ubukata
- Montage : Yonekazu Kadota
- Direction artistique : Yonekazu Wakita
- Musique : Hikaru Saotome
- Son : Saburō Ōmura
- Sociétés de production : Shōchiku
- Pays de production :  Empire du Japon
- Langue originale : japonais
- Format : noir et blanc — 1,37:1 — 35 mm — son mono
- Genre : drame
- Durée : 57 minutes
- Date de sortie :
  - Empire du Japon : 7 janvier 1939[1]

## Distribution
- Kinuyo Tanaka : Okayo
- Kuniko Miyake : Osumi
- Ken Uehara : Shunsaku
- Fumiko Katsuragi : Omine, la mère de Shunsaku
- Reikichi Kawamura : Keizō, le frère d'Osumi
- Kazue Hayashi : Mitsuko, la fille d'Osumi